# Elodea
Elodea là một chi thực vật có hoa trong họ Hydrocharitaceae.